# Белорусско-польский конфликт в генеральном округе Беларусь
Белорусско-польский конфликт в генеральном округе Белоруссия — противостояние между белорусским и польским национальными движениями в условиях немецкой оккупации Белоруссии (1941—1944). Межэтнические отношения поляков и белорусов в этот период определялись политикой нацистской Германии, с одной стороны, и историческими региональными особенностями — с другой. Противостояние разворачивалось в Генеральном округе Белоруссия (Западная Белоруссия), где на протяжении первой половины XX века продолжался конфликт между двумя народами. Оккупация создала условия для развития и обострения межнациональных противоречий.

## Предыстория
В сентябре 1939 года, согласно Пакту Молотова — Риббентропа, нацистская Германия и СССР разделили польскую территорию. БССР была расширена за счёт восточных кресов. Местное белорусское население положительно встретило присоединение к советскому государству и воссоединение с Восточной Беларусью. Поляки, которые были возмущены уничтожением своей страны, начали воспринимать белорусов как союзников СССР. Декларированная борьба с советской оккупацией приняла со временем антибелорусский характер.

## Немецкая политика
Политика нацистской Германии на оккупированных территориях СССР характеризовалась использованием в своих интересах межэтнических противоречий и разжиганием конфликтов. Ещё в 1940 году рейхсфюрер СС Генрих Гиммлер, рассуждая о продвижении немецкого господства на восток, писал: 
Мы в высшей степени заинтересованы в том, чтобы ни в коем случае не объединять народы восточных областей, а наоборот — дробить их на возможно более мелкие ветви и группы. Что же касается отдельных народностей, мы не намерены стремиться к их сплочению и увеличению, тем более к постепенному привитию им национального сознания и национальной культуры.
В начале Великой Отечественной немцы провели чистки среди белорусского населения региона. Оккупационная администрация была ориентирована на уничтожение коммунистического актива и убеждённых сторонников советской власти. Эти задачи детерминировали широкое привлечение польского населения к управлению на белорусских территориях. Проводя такую политику, нацисты также хотели найти опору для своей власти в зажиточных слоях польского населения, создавая при этом внутринациональный конфликт среди поляков. Изначально немцы заняли позицию возвращения на свои должности лиц, занимавших их до сентября 1939 года. Связано это было с тем, что поляки однозначно радостно восприняли приход армии Рейха.
Белорусский историк Юрий Веселковский отмечал:
Немцы быстро шли на восток, а за ними шла польская разведка, деятели подполья и ксёндзы, которые начали восстанавливать и организовывать в Беларуси свои структуры, местную администрацию, полицию. Имели они на это поддержку немцев, которые не имели доверия к белорусам, а считали их коммунистами или прокоммунистами. Зато поляков считали антикоммунистами и им доверяли.
Оригинальный текст (бел.)Немцы хутка ішлі на ўсход, а за імі ішла польская разьведка, дзеячы падпольля і ксяндзы, якія пачалі аднаўляць і арганізоўваць на Беларусі свае структуры, мясцовую адміністрацыю, паліцыю. Мелі яны на гэта падтрымку немцаў, якія не мелі даверу да беларусаў, а ўважалі іх за камуністаў або пракамуністаў. Затое палякаў лічылі антыкамуністамі і ім давяралі.
С осени 1941 года польская администрация во многих местах заменяется белорусской. Уже к 1943-му была заменена практически вся местная администрация от района и ниже, взято под контроль народное образование и увеличена доля участия белорусов в управленческом аппарате с 30 до 80 %. Доля представителей белорусского населения в полицейских формированиях увеличилась до 60 %.

## Коллаборационисты
Предпосылки для возникновения межэтнического конфликта между прогитлеровскими фракциями лежат в специфике контингента, который был выбран немцами для управления краем в период оккупации. И белорусский, и польский элементы испытывали ненависть друг к другу.
В историко-документальном сборнике «Под немцами» 2011 года относительно вторых отмечается, что большинство из них происходило из Галиции, где в своё время они оканчивали австрийские школы и потому в совершенстве владели немецким языком. В период II Речи Посполитой эти люди стали «осадниками», убеждения которых существенно отличались от взглядов на межэтнические отношения местных поляков. В то же время белорусский контингент состоял из приехавших вместе с немецкой армией эмигрантов, ушедших ранее на Запад. Как писал Олег Романьков, специалист по проблеме коллаборационизма в годы Второй мировой войны, эти лица являлись непримиримыми противниками советской власти, а также сохраняли враждебность по отношению к «панам».

## Открытая вражда
В период оккупации открытых столкновений между поляками и белорусами не происходило (за исключением акций польских партизан против белорусских коллаборантов), однако определённая напряжённость присутствовала. Межэтнический конфликт в этих условиях выразился в противостоянии националистических элит, как лояльных к оккупационной администрации, так и действовавших против. Имели место случаи, когда этнические белорусы, поддержавшие нацистов, направляли свою деятельность против структур польского подполья, что скажется в послевоенном отношении к белорусам.
Непростые отношения сложились внутри антигитлеровского движения, которое раскололось на сторонников и противников СССР. Конфронтация между двумя лагерями антигитлеровских сил лежала в задачах после освобождения региона от немцев: белорусы-коммунисты стремились к установлению советской власти в крае, в то время как поляки-националисты — к своей довоенной. Два этих направления борьбы вдохновлялись различными центрами. Взаимодействие между ними было неоднозначным, пройдя путь от совместных операций до открытой войны в 1943—1944 годах.
В связи с этим проблема взаимодействия национальных групп осложнялась также и идеологическими противоречиями. Однако устоявшееся представление о том, что поляки вели антисоветскую деятельность, в то время как белорусы поддерживали коммунистов, не совсем верно. Последние также могли выступать в качестве противников «красных». Поэтому вопрос о этнической принадлежности региона был не менее насущным, нежели вопрос о политической власти.

Деятель правой подпольной организации «Национальные вооружённые силы» С. Новицкий вспоминал: 
Наибольшие жертвы понесли поляки... убивали нас немцы, уничтожали литовцы, белорусы и украинцы — как союзники Советов. На всей этой территории кипели — как в котле — ненависть и месть. Жестокость проявляли все без исключения. Все национальные группы ненавидели друг друга.
В феврале 1944 года обострились отношения между польскими националистами и просоветскими белорусами. В конце месяца в Ивьевском районе произошла перестрелка между партизанской бригадой «Вперёд» и польскими легионерами. На следующей день в Желудокском районе польские силы уничтожили три деревни и обстреляли позиции советских отрядов. Ранее имел место случай, когда в Дуниловичском районе были расстреляны 30 коммунистов и им сочувствующих. Поляки перед советскими партизанами объяснили этот факт связью расстрелянных с гестапо, а перед немцами — принадлежностью своих жертв к сопротивлению.

## Дальнейшее чтение
- Грыбоўскі Ю. Польска-беларускі канфлікт у Генеральнай акрузе «Беларусь» (1941—1944 гг.) // Białoruskie Zeszyty Historyczne, nr 25, 2006, s. 116—167.
- Крывашэй Дз. Беларуска-польскія адносіны ў гады нямецкай акупацыі // Białorunruskie zeszyty historyczne, nr 24, 2005. — s. 153—165.
- Крывашэй Дз. Польская супольнасць Беларусі пад час акупацыі // Беларусь у выпрабаваннях Вялікай Айчыннай вайны: масавыя забойствы нацыстаў, Мн., 2005, с. 139—148.
- Туронак Ю. Беларусь пад нямецкай акупацыяй. — Мн., 1993.
- Stosunki polsko-bialoruskie w wojewodztwie bialostockim w latach 1939—1956, Warszawa 2005.